# Caleb Baldwin
Caleb Stephen Ramsbottom (ur. 22 kwietnia 1769 w Westminster, zm. 8 listopada 1827 w Londynie) – angielski bokser z okresu walk na gołe pięści.
Karierę bokserską rozpoczął w 1786. Po zwycięstwach nad Arthurem Smithem, Billem Burke, Bobem Packerem oraz Jemem Jonesem był wiodącym bokserem wagi lekkiej i nieoficjalnie uważany mistrzem tej kategorii. W 1804 stoczył w Woodford Green wspaniały, zacięty 37 rundowy pojedynek z Dutchem Samem, który przegrał i była to jedyna porażka jaką odnotowano. Karierę zakończył w 1816. Wygrał 13 walk, 1 zremisował i 1 przegrał. 
W roku 2003 został wybrany do International Boxing Hall of Fame.